# Kalvihalli, Hirekerur
Kalvihalli là một làng thuộc tehsil Hirekerur, huyện Haveri, bang Karnataka, Ấn Độ.